# Luan Peres
Luan Peres, né le 19 juillet 1994 à São Caetano do Sul au Brésil, est un footballeur brésilien. Il évolue au poste de défenseur central au Santos FC.

## Biographie
Il joue quatre matchs en Copa Sudamericana (deux en 2016 avec le Santa Cruz FC, et deux en 2017 avec Ponte Preta).
Il s'engage le 14 juillet 2021 en faveur de l'Olympique de Marseille pour un montant de 4,5 millions d'euros.
Il quitte le club phocéen une année après son arrivée pour rejoindre le Fenerbahçe SK.

## Vie privée
Le 7 décembre 2022, Luan Peres et sa compagne Gabriela Merjan annoncent qu’ils attendent leur premier enfant, une petite fille qu’ils prénommeront Sofia.

## Statistiques
| Saison                | Club                    | Championnat           | Championnat | Championnat | Coupe(s) nationale(s) | Coupe(s) nationale(s) | Compétition(s) continentale(s) | Compétition(s) continentale(s) | Compétition(s) continentale(s) | Ligue régionale | Ligue régionale | Total | Total |
| Saison                | Club                    | Division              | M.          | B.          | M.                    | B.                    | Comp.                          | M.                             | B.                             | M.              | B.              | M.    | B.    |
| 2015                  | Portuguesa de Desportos | Série C               | 15          | 0           | 2                     | 0                     | -                              | -                              | -                              | 1               | 0               | 18    | 0     |
| 2016                  | Portuguesa de Desportos | Série C               | -           | -           | 1                     | 0                     | -                              | -                              | -                              | 15              | 2               | 16    | 2     |
| Sous-total            | Sous-total              | Sous-total            | 15          | 0           | 3                     | 0                     | -                              | 0                              | 0                              | 16              | 2               | 34    | 2     |
| 2016                  | Santa Cruz FC           | Série A               | 14          | 0           | -                     | -                     | CS                             | 2                              | 0                              | -               | -               | 16    | 0     |
| 2017                  | RB Brasil               | Série D               | -           | -           | -                     | -                     | -                              | -                              | -                              | 13              | 0               | 13    | 0     |
| 2017                  | Ponte Preta (prêt)      | Série A               | 16          | 0           | -                     | -                     | CS                             | 2                              | 0                              | -               | -               | 18    | 0     |
| 2018                  | Ponte Preta (prêt)      | Série B               | -           | -           | 4                     | 0                     | -                              | -                              | -                              | 15              | 0               | 19    | 0     |
| Sous-total            | Sous-total              | Sous-total            | 16          | 0           | 4                     | 0                     | -                              | 2                              | 0                              | 15              | 0               | 37    | 0     |
| 2018                  | Fluminense FC (prêt)    | Série A               | 9           | 0           | -                     | -                     | -                              | -                              | -                              | -               | -               | 9     | 0     |
| 2018-2019             | Club Bruges KV          | Jupiler Pro League    | 4           | 0           | 1                     | 0                     | C1+C3                          | 1+0                            | 0+0                            | -               | -               | 6     | 0     |
| 2019                  | Santos FC (prêt)        | Série A               | 9           | 0           | -                     | -                     | -                              | -                              | -                              | -               | -               | 9     | 0     |
| 2020                  | Santos FC (prêt)        | Série A               | 29          | 0           | 2                     | 0                     | CL                             | 11                             | 0                              | 13              | 0               | 55    | 0     |
| 2021                  | Santos FC               | Série A               | 7           | 0           | 2                     | 0                     | CL                             | 10                             | 0                              | 7               | 0               | 26    | 0     |
| Sous-total            | Sous-total              | Sous-total            | 45          | 0           | 4                     | 0                     | -                              | 21                             | 0                              | 20              | 0               | 90    | 0     |
| 2021-2022             | Olympique de Marseille  | Ligue 1               | 34          | 0           | 3                     | 0                     | C3+C4                          | 6+7                            | 0                              | -               | -               | 50    | 0     |
| 2022-2023             | Fenerbahçe SK           | Süper Lig             | 11          | 1           | 4                     | 0                     | C3                             | 5                              | 0                              | -               | -               | 20    | 1     |
| 2023-2024             | Fenerbahçe SK           | Süper Lig             | 0           | 0           | 0                     | 0                     | C4                             | 3                              | 0                              | -               | -               | 3     | 0     |
| Sous-total            | Sous-total              | Sous-total            | 11          | 1           | 4                     | 0                     | -                              | 8                              | 0                              | 0               | 0               | 23    | 1     |
| 2024                  | Santos FC               | Série B               | 5           | 1           | -                     | -                     | -                              | -                              | -                              | -               | -               | 5     | 1     |
| 2025                  | Santos FC               | Série A               | 10          | 0           | 1                     | 0                     | -                              | -                              | -                              | 11              | 0               | 22    | 0     |
| Sous-total            | Sous-total              | Sous-total            | 15          | 1           | 1                     | 0                     | -                              | -                              | -                              | 11              | 0               | 27    | 1     |
| Total sur la carrière | Total sur la carrière   | Total sur la carrière | 163         | 2           | 20                    | 0                     | -                              | 47                             | 0                              | 75              | 2               | 305   | 4     |

## Palmarès
| Club Bruges KV                                   | Santos FC (1) | Olympique de Marseille                         | Fenerbahçe SK (1)                                                                      |
| ------------------------------------------------ | --- | ---------------------------------------------- | -------------------------------------------------------------------------------------- |
| - Championnat de Belgique - Vice-champion : 2019 | - Championnat du Brésil - Vice-champion : 2019 - Copa Libertadores - Finaliste : 2020 - Série B - Champion : 2024 | - Championnat de France - Vice-champion : 2022 | - Coupe de Turquie - Vainqueur en 2023 - Championnat de Turquie - Vice-champion : 2023 |